# Mistrzostwa Polski w Badmintonie 1966
3. Mistrzostwa Polski w badmintonie odbyły się w dniach 25-27 listopada 1966 roku w Łodzi.

## Medaliści
| Konkurencja:            | Złoto:                                                   | Srebro:                                                 | Brąz: |
| gra pojedyncza kobiet   | Teresa Masłowska (Warszawa)                              | Barbara Rojewska (Olsztyn)                              | Irena Józefowicz (Łódź) Hanna Cudzik (Gdańsk)                                                                |
| gra pojedyncza mężczyzn | Wiesław Świątczak (Łódź)                                 | Ryszard Król (Łódź)                                     | Leszek Nowakowski (Warszawa) Krzysztof Englander (Wrocław)                                                   |
| gra podwójna kobiet     |                                                          |                                                         | |
| gra podwójna mężczyzn   | Andrzej Domagała (Wrocław) Krzysztof Englander (Wrocław) | Ryszard Król (Łódź) Wiesław Świątczak (Łódź)            | Aleksandr Koczur (Kraków) Jerzy Zieliński (Kraków) Lech Woźny (Poznań) Tadeusz Woźny (Poznań)                |
| gra mieszana            | Wiesław Świątczak (Łódź) Irena Józefowicz (Łódź)         | Leszek Nowakowski (Warszawa) Irena Masłowska (Warszawa) | Krzysztof Englander (Wrocław) Bożena Basińska (Wrocław) Aleksander Koczur (Kraków) Łucja Prządnicka (Kraków) |